# Трегубов Натан Наумович
Натан Наумович Трегубов (рос. Трегубов Натан Наумович, *26 липня 1934 — †1983, Санкт-Петербург) — відомий ленінградський архітектор та художник, автор різноманітних проектів та будівель.

## Біографія
Натан Наумович Трегубов закінчив Інститут ім. І. Ю. Рєпіна в Ленінграді (1959), де його педагогом був Є. А. Левінсон.

## Вибрані проекти та будівлі
- Станція метро «Петроградська» в Ленінграді (в складі колективу, 1963)
- Кінотеатр «Буревісник» в Ленінграді (1965)
- Інститут торгівлі на Інститутському проспекту в Ленінграді (1968)
- Санаторії в Дюнах і Алупці (1970-і)
- Типовий проект кінотеатру для Ленінграда (в складі колективу)
- Медичні будівлі (1970-1980-ті) в Ленінграді та області:
  - незакінчений комплекс МІДУВа (Інституту вдосконалення лікарів) на проспекті Просвіти
  - лікарсько-поліклінічний комплекс на Громадянському проспекті
  - клініка глибоких мікозів МІДУВа
  - дитяча інфекційна лікарня в Купчині
- Дитячий санаторій «Дюни» та санаторій «Зелений мис» в Алупці